# (1849) Kresák
(1849) Kresák – planetoida z pasa głównego asteroid okrążająca Słońce w ciągu 5 lat i 123 dni w średniej odległości 3,05 au Została odkryta 14 stycznia 1942 roku w Landessternwarte Heidelberg-Königstuhl w Heidelbergu przez Karla Reinmutha. Nazwa planetoidy pochodzi od Ľubora Kresáka (1927-1994), słowackiego astronoma. Przed nadaniem nazwy planetoida nosiła oznaczenie tymczasowe (1849) 1942 AB.